# Aeroportul Necochea
Aeroportul Necochea (IATA: NEC, ICAO: SAZO) este un aeroport din Buenos Aires, Argentina ce deservește zona Necochea⁠(d). A fost numit după zona deservită.
Situat la o altitudine de 22 m, aeroportul dispune de o singură pistă.